# Iron Man match
Uma Iron Man match é um tipo de luta no wrestling profissional, que tem como característica um tempo definido, geralmente 30 ou 60 minutos, onde o competidor com mais decisões até o fim da luta é nomeado o vencedor. São raras as ocasiões em que a luta acaba empatada, como ocorreu em uma luta entre Dustin Rhodes e Rick Rude.

## História de lutas

### World Championship Wrestling
| Nº | Luta/Tempo                                                                                | Placar | Data                |
| -- | ----------------------------------------------------------------------------------------- | ------ | ------------------- |
| I  | Ricky Steamboat derrotou Rick Rude (30:00)                                                | 4-3    | 20 de Junho de 1992 |
| II | Dustin Rhodes e Rick Rude empataram valendo o vago WCW United States Championship (30:00) | 1-1    | 18 de Julho de 1993 |

### WWE
| Nº   | Luta/Tempo                                                                                              | Placar | Data                   |
| ---- | --- | ------ | ---------------------- |
| I    | Shawn Michaels derrotou Bret Hart para conquistar o WWF Championship (1:01:52)                          | 1-0    | 31 de Março de 1996    |
| II   | Triple H derrotou The Rock para conquistar o WWF Championship (1:00:00)                                 | 6-5    | 21 de Maio de 2000     |
| III  | Brock Lesnar derrotou Kurt Angle para conquistar o WWE Championship (1:00:00)                           | 5-4    | 18 de Setembro de 2003 |
| V    | Chris Benoit derrotou Triple H para manter o World Heavyweight Championship (WWE) (1:00:00)             | 4-3    | 26 de Julho de 2004    |
| VI   | Shawn Michaels e Kurt Angle empataram (30:00)                                                           | 2-2    | 3 de Outubro de 2005   |
| VII  | John Cena derrotou Randy Orton para ganhar o WWE Championship (1:00:00)                                 | 6-5    | 25 de Outubro de 2009  |
| VIII | Bayley (c) derrotou Sasha Banks para manter o NXT Women's Championship (30:00)                          | 3–2    | 7 de outubro de 2015   |
| IX   | Charlotte Flair derrotou Sasha Banks (c) para ganhar o WWE Raw Women's Championship (34:45)             | 3–2    | 18 de dezembro de 2016 |
| X    | Cesaro e Sheamus (c) derrotaram The Hardy Boyz (Jeff e Matt) pelo WWE Raw Tag Team Championship (30:00) | 4–3    | 9 de julho de 2017     |

### Total Nonstop Action Wrestling
| Nº  | Luta/Tempo                                                                                              | Placar | Data                    |
| --- | --- | ------ | ----------------------- |
| I   | A.J. Styles derrotou Christopher Daniels para manter o TNA X Division Championship (31:37)              | 2-1    | 13 de Fevereiro de 2005 |
| II  | A.J. Styles derrotou Christopher Daniels para manter o TNA X Division Championship (30:00)              | 1-0    | 23 de Outubro de 2005   |
| III | Kurt Angle derrotou Samoa Joe para ser o desafiante nº1 pelo NWA World Heavyweight Championship (30:00) | 3-2    | 14 de Janeiro de 2007   |